# Simicratea
Simicratea é um género monotípico de plantas com flores pertencentes à família Celastraceae. A única espécie é Simicratea welwitschii.
A sua área de distribuição nativa é a África Tropical.